# Carex lenta
Carex lenta är en halvgräsart som beskrevs av David Don. Carex lenta ingår i släktet starrar, och familjen halvgräs.

## Underarter
Arten delas in i följande underarter:
- C. l. sendaica
- C. l. lenta

## Bildgalleri

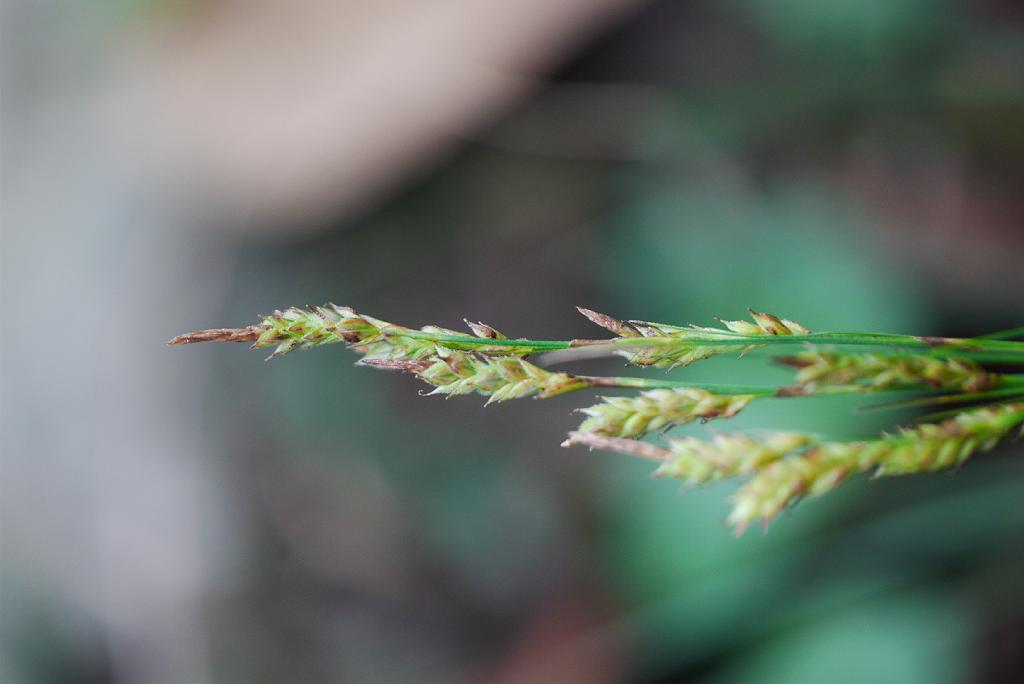